# Gázló (Kövesliget község)
Gázló (ukránul: Забрідь, oroszul: Забродь) község Ukrajnában, Kárpátalján, a Huszti járásban.

## Fekvése
Huszttól 38 km-rel északkeletre, Kövesliget szomszédjában, a Bustyaházáról Szinevérre vivő autóút mellett, a Talabor folyó jobb partján fekvő település.

## Nevének eredete
A Zábrogy helységnév ruszin dűlőnévi eredetű, (1864: Zábrud (Pesty Frigyes). A név alapja a ruszin бродъ ’gázló, átgázolható hely’ főnév, előtagja a зa- ’valami mögött, valamin túl lévő’. A név jelentése 
’gázlón túli falu’.Pesty Frigyes leírásában: „Zábrud, azért kapta azt a’ nevet, mert a Talabor folyó vizén túl van, a vizet gázolni kel,- a’ gázlót oroszul Brud-nak hivják, és így Zábrudnak nevezték”.
A magyar Gázló név fordítás eredménye a hivatalos ukrán Забрідь a ruszin név ukránosított változata.

## Története
A település nevét a 16. század vége körül említették először. 1864-ben Zábrud néven említették, későbbi névváltozatai: 1865-ben Zábrodi, 1892-ben Zábrod (hnt.) 1898-ban Zábrod, 1910-ben Vulčana-Zabrod, 1913-ban Zábrod, 1918-ban Gázló, 1944-ben Zábrod, Забрoдь, 1983-ban Забрідь, Забрoдь.,
Régen Kövesliget külterületi lakott helye volt.

## Nevezetességek
- A falu legfontosabb építészeti emléke a falutól néhány km-re az erdőben fekvő Szent Mihály arkangyal tiszteletére szentelt kolostor. Az első kolostort még a 18. század elején 1705-ben alapították, melynek - a hagyományok szerint - kegyura a Drakula néven ismert Draga gróf apja vagy nagyapja lehetett. 1725-ben, az alap kiásása közben a munkások egy hatalmas oltár alakú kődarabra bukkantak itt. Ekkor jöttek rá hogy a kolostor épületét a régi kolostor helyére építik. Sokáig úgy tartották, hogy a régi kolostorépület alatt egy földalatti alagút futott, ami a técsői járáshoz tartozó Uglyába vezetett. Az első kolostor valószínűleg 1870-ben semmisült meg, az épület valószínű leégett, a benne élő 130 szerzetes pedig szörnyet halt. A régi monostor helyén a falusiak egy emlék keresztet állíttatott.

Az új kolostor alapozását 1934-ben kezdték el. Területén fakad egy szent forrás, melynek vize állítólag csodálatos hatással rendelkezik.